# Бюхель, Иоганн Баптист

Герб Почётного прелата Его Святейшества.

Иоганн Баптист Бюхель (нем. Johann Baptist Büchel; 1 июня 1853, Бальцерс — 14 ноября 1927, Бендерн) — лихтенштейнский священник, просветитель, поэт, историк, педагог. Депутат ландтага Лихтенштейна.

## Биография
Родился в крестьянской семье. Изучал теологию в духовной семинарии в Куре. Рукоположение в 1876 году. С 1876 по 1884 год работал преподавателем и префектом в колледже в Швице. Преподавал Закон Божий, немецкий, латынь и греческий язык.
Позже до своей смерти служил пастором, работал в сфере образования. Был придворным капелланом в Вадуце (1885—1887), пастором в Тризене (1887—1910). С 1898 по 1924 год — епископский провинциальный викарий, считался хорошим проповедником. В 1891—1920 годы Бюхель работал школьным инспектором, в 1894—1920 годы был членом провинциального школьного совета, а 1910—1920 годы — директором Вадуцкого государственного училища.
Видный историк Лихтенштейна. В 1901 году вместе с А. Шедлером был соучредителем Исторического общества Княжества Лихтенштейн, в деятельности которого принимал активное участие и которым он руководил в 1922—1927 г. В 1923 году дополнил, переработал и переиздал «Историю Княжества Лихтенштейн» П. Кайзера.

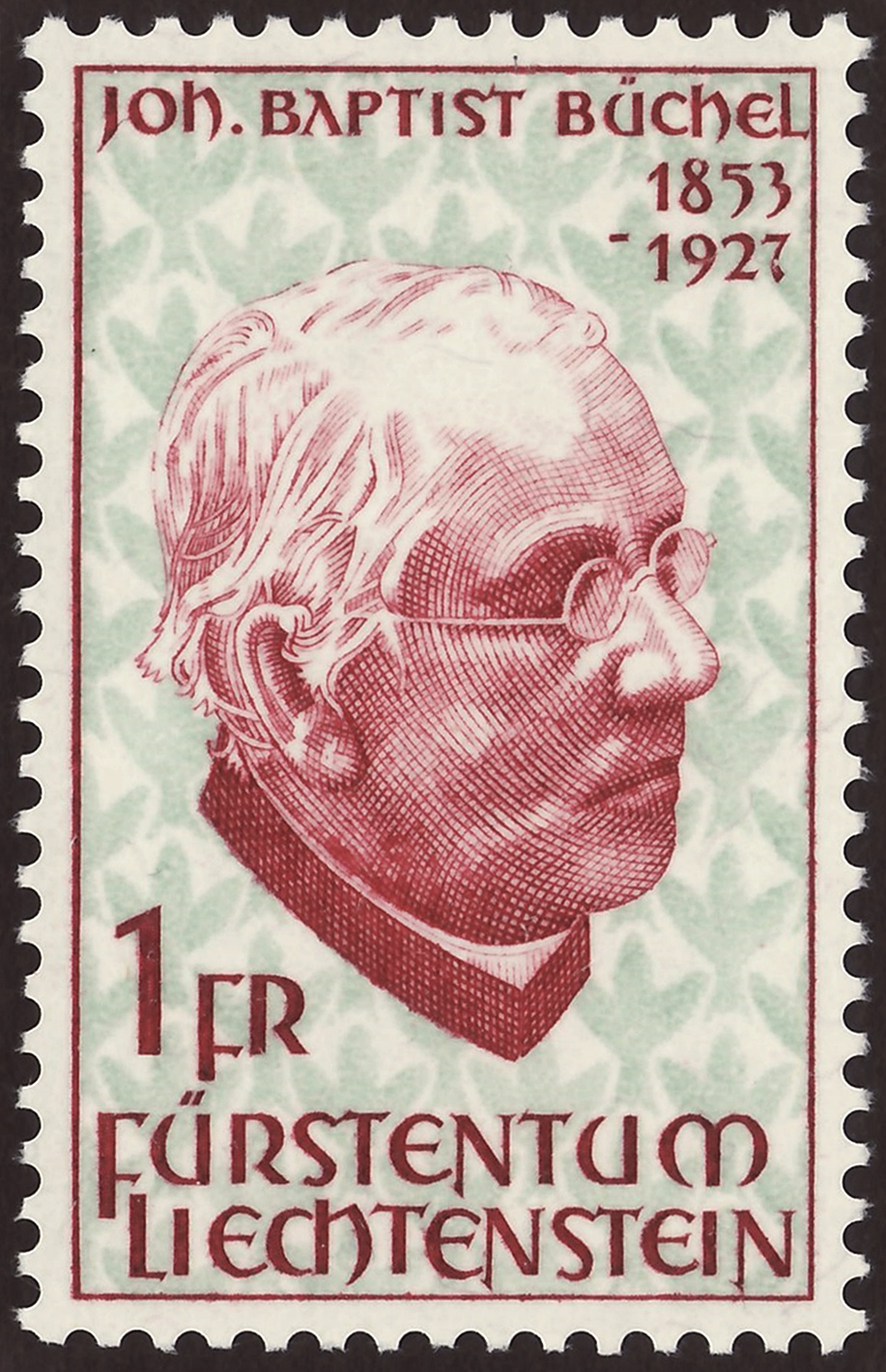
Почтовая марка, посвящённая И. Бюхелю. 1967

Писателя-путешественник. Издал несколько книг о своих поездках по Италии и др. («Von St. Mamerten nach Süden» и «Von Vaduz nach dem schottischen Hochland»). Писал, в основном, идиллические стихи об альпийских пейзажах и исторических представителях княжеской семьи. Некоторые его стихи были положены на музыку и стали песнями. В 1912 году были изданы его «Песни Лихтенштейна».
Общественный деятель. В 1890—1906 был депутатом ландтага Лихтенштейна, избранный народом государства, а в 1918—1920 г. — по предложению князя.

## Награды и признания
- В 1910 году, в знак признания его заслуг в качестве пастора, получил почётное гражданство г. Тризен.
- В 1923 году Папа Римский предоставил ему титул Почётный прелат Его Святейшества.

## Память
- В 1966 году перед приходской церковью в Бальцерсе ему установили памятник.
- В 1967 году почта Лихтенштейна выпустила марку с изображением И. Бюхеля.

## Избранная библиография
- Liechtensteiner Lieder. 1912.
- Festspiel zur 200-Jahrfeier Grafschaft Vaduz an Liechtenstein. 1912.
- Die Urkunden des Pfarrarchives zu Bendern. 1912.
- Von Vaduz nach dem schottischen Hochlande. Eine Reiseskizze. 1912.
- Geschichtliches über die Burgen unseres Landes. 1919.
- Überarbeitung und Erweiterung von Peter Kaisers Geschichte des Fürstenthums Liechtenstein nebst
- Schilderungen aus Churrätiens Vorzeit. 1923.
- Regesten zur Geschichte der Herren von Schellenberg. 1924.
- An meine Heimat. Gedichte, vertont von Josef Rheinberger. 1926.
- Von St. Mamerten nach Süden. Italienische Reiseberichte.